# Gogolin (Łódź)
Pour les articles homonymes, voir Gogolin (homonymie).
Gogolin est une localité polonaise de la gmina de Sadkowice, située dans le powiat de Rawa Mazowiecka en voïvodie de Łódź.